# 傣允语
傣允语是泰国一种西南部台语支语言。傣允族是中国西双版纳和缅甸景栋迁来的傣仂族后裔。《民族语》报告傣允语在音韵上和傣仂语很像。截至2000年有1.26万使用者。

## 分布
傣允语分布在清迈府山甘烹县、南奔府巴桑县、湄他县和南奔府治县(《民族语》)。

## 阅读更多
- Wangsai, Piyawat. 2007. A Comparative Study of Phonological Yong and Northern Thai Language (Kammuang). M.A. thesis. Kasetsart University.